# John Hathaway
John Hathaway (* 1987) ist ein englischer Mixed-Martial-Arts-Kämpfer, der zurzeit im Weltergewicht im Verband Ultimate Fighting Championship antritt.
Hathaway war früher Rugbyspieler bei Hove RFC. Am 25. Juni 2006 gab er sein MMA-Debüt. Fast drei Jahre später, am 17. Januar 2009, kämpfte er erstmals in der UFC. Er besiegte bei UFC 93 den bis dahin ungeschlagenen Thomas Egan durch T-KO. Hathaway konnte eine beachtliche Serie von 14 Siegen in Folge aufbauen, ehe er bei UFC 120 gegen Mike Pyle seinen ersten Kampf verlor.
2010 wurde bei Hathaway Colitis Ulcerosa diagnostiziert. Infolge dieser Krankheit musste er sich mehreren Operationen unterziehen und konnte ab 2014 dem Kampfsport nicht mehr nachgehen. Erst acht Jahre später, am 15. Oktober 2022, konnte er wieder professionell beim Oktagon 36 in Frankfurt am Main im Ring stehen.

## Kampfstatistik
| Ergebnis   | Gegner                                           | Siegart           | Veranstaltung                        | Datum              |
| Sieg       | [[André Ricardo (Kampfsportler)\|André Ricardo]] | Punktentscheidung | Oktagon 36                           | 15. Oktober 2022   |
| Sieg       | John Maguire                                     | Punktentscheidung | UFC on Fuel TV 5 - Struve vs. Miocic | 29. September 2012 |
| Sieg       | Pascal Krauss                                    | Punktentscheidung | UFC on Fox 3 - Diaz vs. Miller       | 5. Mai 2012        |
| Sieg       | Kris McCray                                      | Punktentscheidung | UFC - Fight Night 24                 | 26. März 2011      |
| Niederlage | Mike Pyle                                        | Punktentscheidung | UFC 120 – Bisping vs. Akiyama        | 16. Oktober 2010   |
| Sieg       | Diego Sanchez                                    | Punktentscheidung | UFC 114 - Rampage vs. Evans          | 29. Mai 2010       |
| Sieg       | Paul Taylor                                      | Punktentscheidung | UFC 105 - Couture vs. Vera           | 14. November 2009  |
| Sieg       | Rick Story                                       | Punktentscheidung | UFC 99 - The Comeback                | 13. Juni 2009      |
| Sieg       | Thomas Egan                                      | TKO               | UFC 93 - Franklin vs. Henderson      | 17. Januar 2009    |
| Sieg       | Jack Mason                                       | Aufgabe           | Cage Rage 28: VIP                    | 20. September 2008 |
| Sieg       | Richard Griffin                                  | TKO               | ZT Fight Night 12                    | 30. August 2008    |
| Sieg       | Marvin Arnold Bleau                              | TKO               | Cage Rage 25: Bring it On            | 8. März 2008       |
| Sieg       | Tommy McGuire                                    | TKO               | Cage Rage - Contenders 7             | 10. November 2007  |
| Sieg       | Charles Barbosa                                  | Punktentscheidung | Cage Rage - Contenders 6             | 18. August 2007    |
| Sieg       | Tarcio Santana                                   | Punktentscheidung | Cage Rage - Contenders 5             | 16. Juni 2007      |
| Sieg       | Tarcio Santana                                   | Aufgabe           | Cage Rage - Contenders 4             | 3. März 2007       |
| Sieg       | Ludovic Perez                                    | Aufgabe           | ZT Fight Night 4                     | 4. November 2006   |
| Sieg       | Wesley Felix                                     | TKO               | Full Contact Fight Night 3           | 15. Juli 2006      |
| Sieg       | Jim Morris                                       | Aufgabe           | ZT Fight Night 2                     | 25. Juni 2006      |